# Феодот (городской префект)
Феодот (лат. Theodotus) — римский политический деятель второй половины IV века.
В 393—394 годах Феодот занимал должность магистра оффиций в восточной части Римской империи. В 395 году он находился на посту префекта Константинополя. Больше о нём ничего неизвестно.